# Sileshi Semaw
Sileshi Semaw é um antropólogo, nascido em Adis Abeba, Etiópia, especialista em paleoantropologia e professor universitário.
Licenciado em Historia da Universidade de Adis Abeba em 1982, obteve o mestrado em 1989 e o doutorado em Antropologia no ano 1997, ambos na Universidade de Rutgers, Nova Jersey. Trabalhou na Etiópia como historiador e técnico de laboratório desde 1982 hasta 1986 no Museo Nacional de Adís Abeba. Tambiém trabalhou como assistente de investigação no Human Origins Laboratory da Universidade de Wisconsin-Madison. Tem sido professor em Rutgers e na Universidade de Indiana. Pesquisador sobre ferramentas líticas pré-históricas do Stone Age Institute, é o diretor do Projeto GONA, e informou sobre o descobrimento do Homem de Gawis.